# Sikorsky R-6

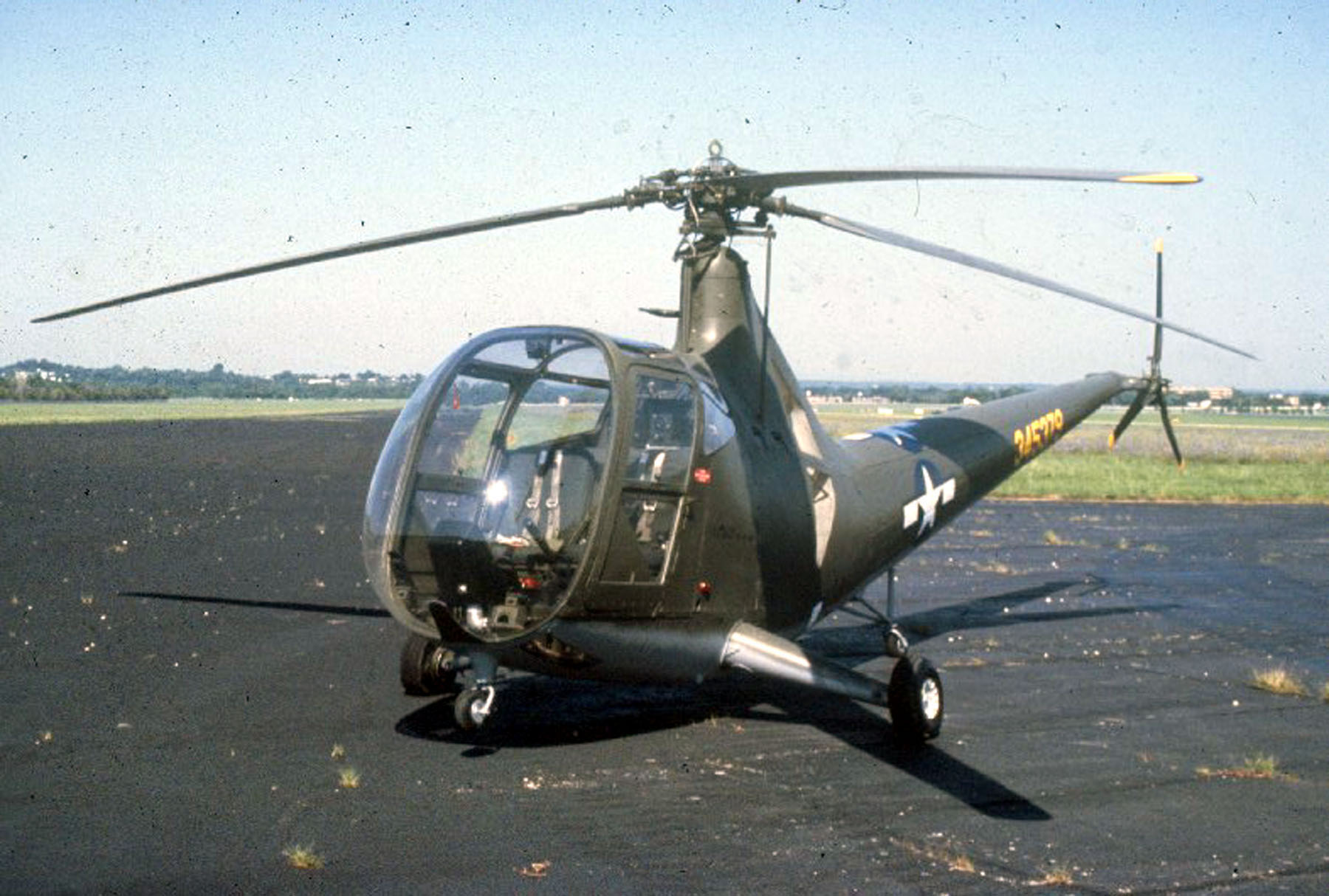
R-6A Hoverfly II.

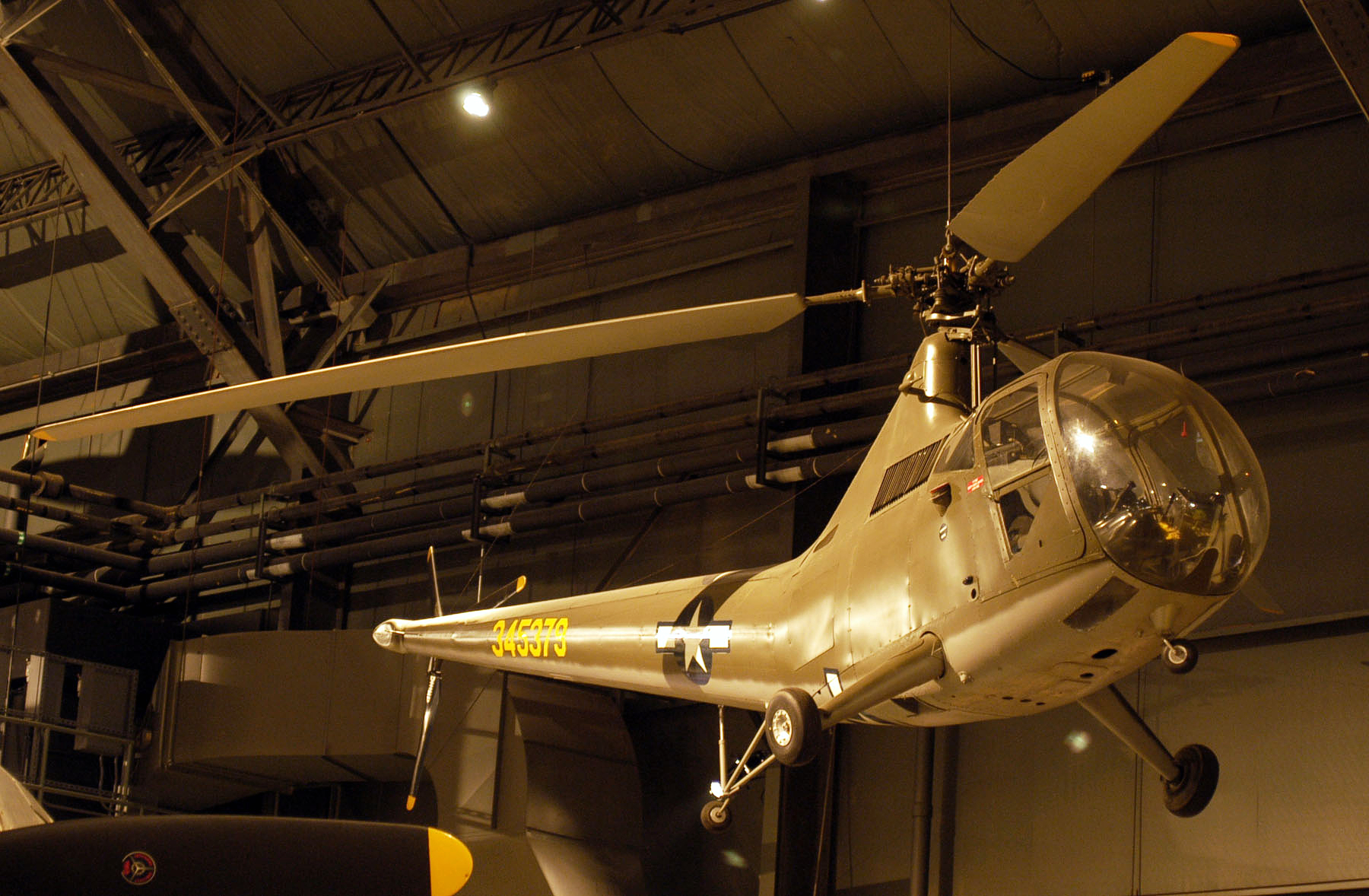
R-6A Hoverfly II v muzeu.

Sikorsky R-6 je americký dvoumístný lehký vrtulník postavený společností Sikorsky Aircraft Corporation ve 40. letech 20. století. Konstrukčně vychází z typu Sikorsky R-4. R-6 dostal v britském letectvu (Royal Air Force) a v britském námořním letectvu (Fleet Air Arm) pojmenování Hoverfly II.

## Verze vrtulníku
XR-6
Prototyp poháněný motorem Franklin O-435-7 o výkonu 225 hp, postaven 1 kus.
XR-6A
Stejná verze jako XR-6, ale s motorem Franklin O-405-9 o výkonu 240 hp, postaveno 5 kusů, z nichž 3 byly převedeny k US Navy.
YR-6A
Stejná verze jako XR-6A s malými úpravami, postaveno 26 kusů společností Nash-Kelvinator Corporation.
R-6A
Sériová verze, postaveno 193 kusů společností Nash-Kelvinator Corporation, z nichž 36 dostalo US Navy (označení HOS-1) a 27 RAF (Hoverfly II).
R-6B
Plánovaná verze s motorem Franklin O-435-7, vyrobeno 0 kusů.
XR-7
Vyrobeno 0 kusů.
Doman LZ-1A
Jeden R-6A modifikovaný firmou Doman.

## Uživatelé
USA
- Armádní letectvo USA (USAAF)
- Námořnictvo USA (US Navy)

 Velká Británie
- Royal Air Force (RAF)
- Fleet Air Arm (FAA)

## Specifikace (R-6A)

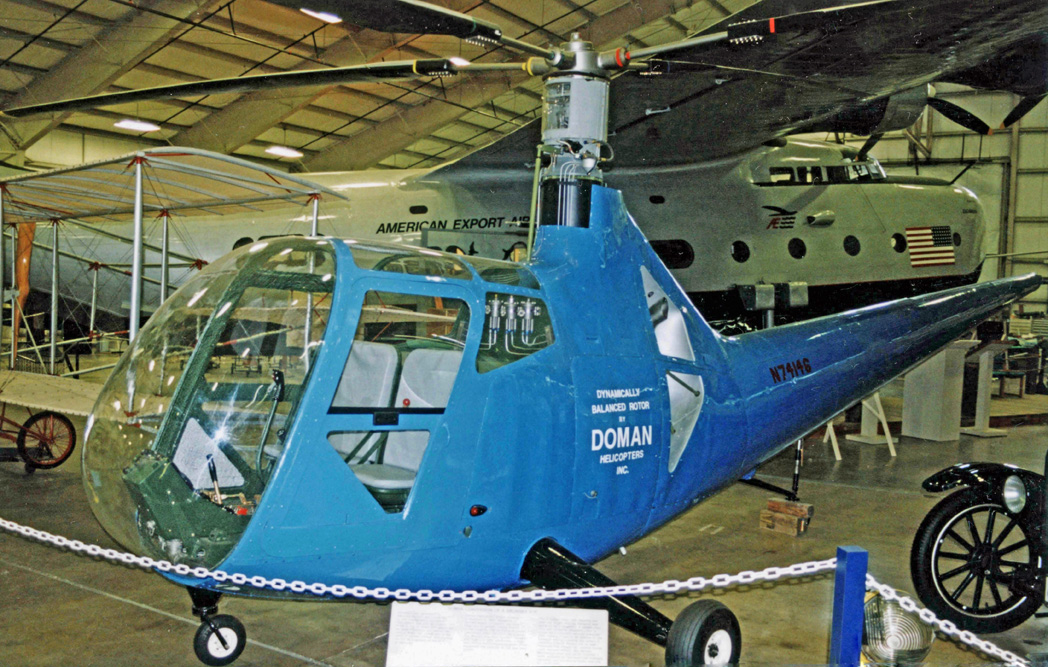
R-6 ve verzi Doman LZ-1A.

### Technické údaje
- Pohon: 1× motor Franklin 0-405-9 o výkonu 240 hp (180 kW)[3]
- Délka:[pozn. 1] 14,61 m [3]
- Výška:[pozn. 2] 3,20 m
- Průměr nosného rotoru: 11,58 m [3]
- Prázdná hmotnost:[pozn. 3] 923 kg
- Vzletová hmotnost: 1 179 kg [3]
- Posádka: 1 pilot
- Kapacita: 1 pasažér

### Výkony
- Maximální rychlost: 161 km/h [3]
- Cestovní rychlost: 120 km/h
- Dynamický dostup: 3 050 m [3]
- Dolet: 185 km
- Stoupavost: 4 m/s